# The Illustrated London News

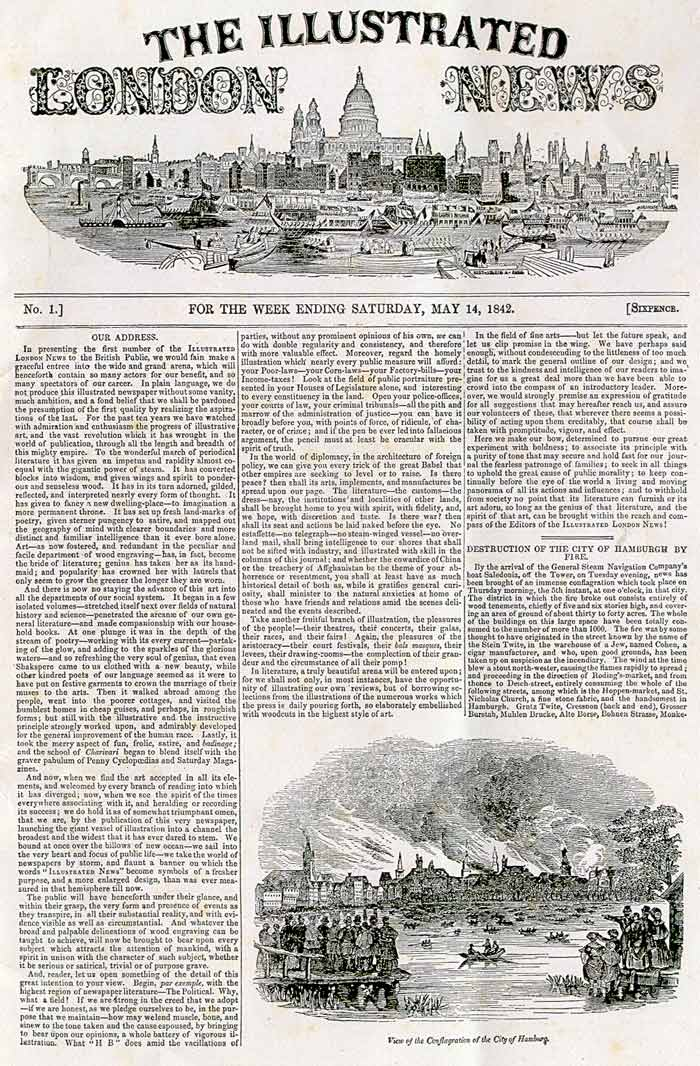
Erste Seite der ersten Ausgabe der London Illustrated London News

The Illustrated London News (kurz auch ILN) ist ein von Herbert Ingram und Mark Lemon 1842 gegründetes wöchentlich erscheinendes englisches Magazin.

## Geschichte des Magazins
Die erste Ausgabe der Illustrated London News erschien am 14. Mai 1842 und hatte einen Anfangspreis von sixpence. Eine Ausgabe enthielt 16 Seiten und 32 Holzschnitte. Die erste Ausgabe enthielt Bilder vom Afghanistankrieg, dem Hamburger Brand, einem Zugunglück in Frankreich, einer Dampfschiffexplosion in Kanada und eine Abbildung von einem bunten Abendball im Buckingham Palace.
Von der ersten Ausgabe wurden 26.000 Exemplare verkauft. Gegen Ende des Jahres lagen die Verkaufszahlen bei 60.000 Magazinen pro Ausgabe.1848, im Zuge der europäischen Revolutionen steigerte das Magazin auch durch seine Abbildungen dieser seine wöchentlichen Verkaufszahlen auf 80.000 Exemplare. Während des Krimkrieges entsandte das Magazin sechs Kriegszeichner an die Front, deren Kriegszeichnungen in den Ausgaben abgebildet wurden. Um den Erfolg des Magazins zu feiern, veröffentlichte man in der Weihnachtsausgabe 1856 erstmals eine Farbbeilage. Die Zeitung war das erste langfristig erfolgreiche Periodikum, das seine (vor allem bürgerlichen) Leser regelmäßig mit aktuellen Bildern des Weltgeschehens versorgte. Damit wurde sie zugleich zu einem wichtigen Organ, das das Bild von Politik und Politikern bei den Lesern des 19. Jahrhunderts prägte.

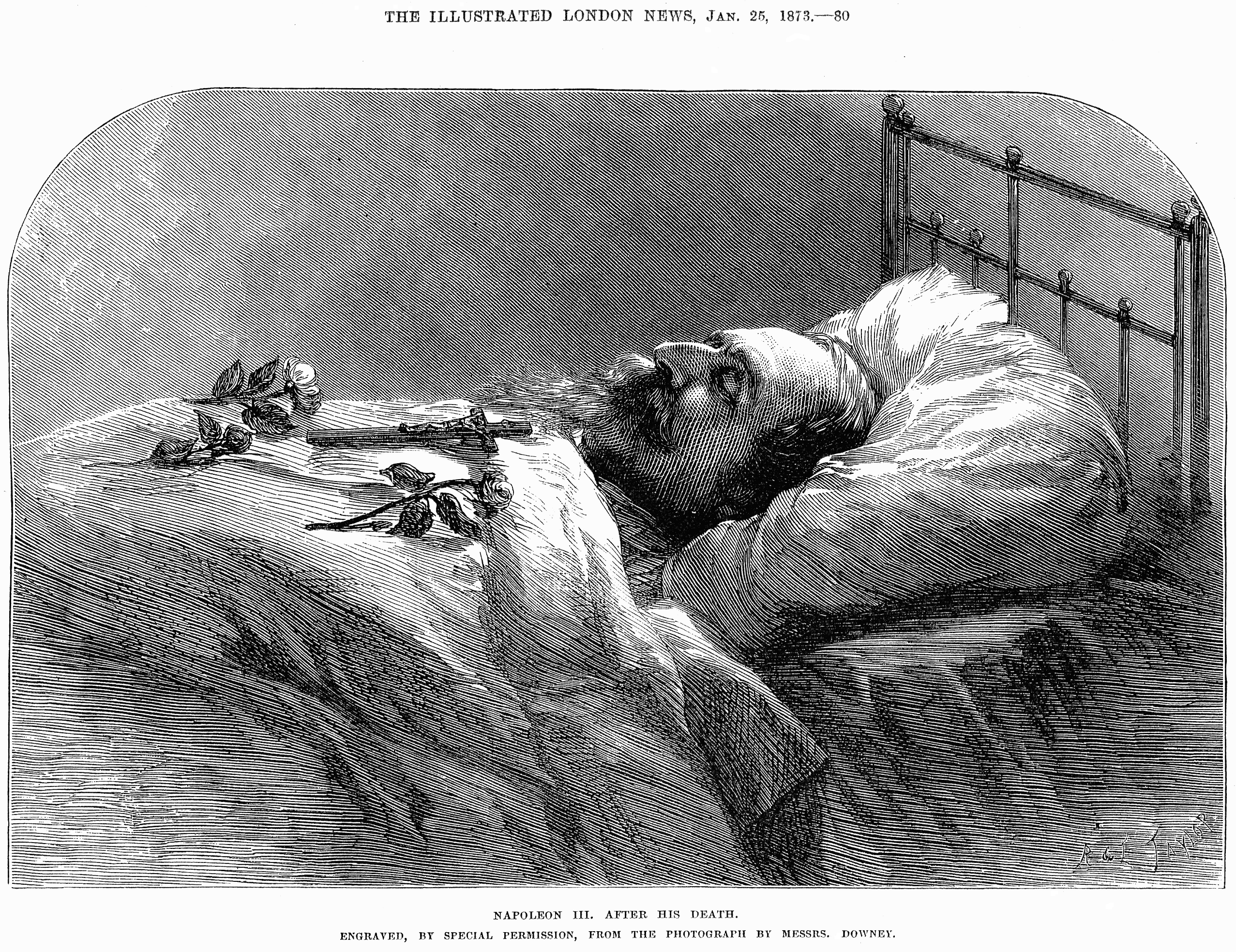
Das Totenbett Napoleons III. Illustration in der Ausgabe vom 25. Januar 1873

Die Verkaufszahlen lagen zu der Zeit bei 200.000 Exemplaren. Der jährliche Profit lag bei £12,000 im Jahr, so dass Herbert Ingram in der Lage war, einen Rivalen, die Illustrated Times aufzukaufen.
Durch ein tragisches Unglück im September 1860, verstarb der Gründer Herbert Ingram bei einer Dampfschiffkollision auf dem Lake Michigan. Die Kontrolle des Unternehmens übernahm bis 1872 seine Frau. Von da an waren seine Söhne alt genug die Unternehmensführung zu übernehmen. William Ingram behielt einen treibenden Einfluss auf das Magazin bis 1900, während sein jüngerer Bruder Charles Direktor wurde und dies bis zu seinem Tode im Jahre 1931 blieb.
Ende der 1960er hatte das Magazin mehr und mehr finanzielle Schwierigkeiten. Seine Auflage sank auf nur noch 50.000. 1970 übernahm James Bishop das Magazin und verordnete den Übergang des Magazins von einem Wochenmagazin zu einem Monatsmagazin. Dieser Schritt war die logische Folge aufgrund der Überlegenheit und der Vorherrschaft des Fernsehens bei der Reportage von Nachrichten.
Die Verkaufszahlen des Magazins lag im Zeitraum von Juli bis Dezember 1972 bei durchschnittlich 85.673. Der Preis einer Ausgabe lag im Januar 1984 bei £ 1.20.
Ab 1989 erschien das Magazin alle zwei Monate, dann quartalsweise und seit 1994 zweimal jährlich.
Die Illustrated London News erscheint seit der Dezemberausgabe 2003 nicht mehr. Der Verlag existiert weiterhin als Illustrated London News Group.

## Varia
Nach dem Vorbild der Illustrated London News erschien in Paris die L’Illustration und ab dem 1. Juli 1843 in Leipzig die Illustrirte Zeitung.